# Karol Gołębiowski
Karol Golebiowski (Warschau, 1954) is een Pools - Belgisch organist, pianist en dirigent.

## Levensloop
Gołębiowski [Golebiowski] studeerde orgel aan het Conservatorium van Warschau bij Joachim Grubich en vervolgens in Genève bij Lionel Rogg en in Brussel bij Herman Verschraegen. Hij won prijzen in de internationale orgelconcours van Neurenberg, Linz, München, Speyer en Rome. In Brugge won hij in 1979 de Tweede prijs in de internationale orgelwedstrijd georganiseerd in het kader van het Musica Antiqua Festival. Dit betekende het begin van een mooie loopbaan.
Hij concerteerde in alle Europese landen, in het Midden-Oosten en in de Verenigde Staten. Hij gaf concerten in talrijke festivals, zoals het Festival van Vlaanderen, de Berliner Festwochen, en verder in Bergen, Besançon, Beyrouth, Bratislava, Brussel, Kopenhagen, Krakow, Genève, Helsinki, Linz, Lausanne, Londen, Luzern, Manchester, Milaan, Moscou, München, Neurenberg, Oslo, Parijs, Rome, St. Louis, St. Maximin, St. Petersburg, Stockholm, Wenen, Warschau, Zürich, enz.
Hij heeft talrijke opnamen verwezenlijkt, zoals de complete orgelwerken van Johann Sebastian Bach (twee maal), Johannes Brahms en Wolfgang Amadeus Mozart, evenals werk van Nicolaus Bruhns, Dietrich Buxtehude, François Couperin, César Franck, Franz Liszt, Felix Mendelssohn, Olivier Messiaen, Max Reger, Reubke, Jan Pieterszoon Sweelinck en andere.
Sinds 1991 was Gołębiowski artistiek directeur van de in Brussel gevestigde ”European Organ Festival”, met in meer dan 50 steden en in 14 landen aangesloten verenigingen die orgelconcerten organiseerden. Sindsdien is hij permanent in België gevestigd en wordt in het buitenland ook vaak als Belgisch organist aangekondigd.
Vanaf de jaren negentig werkte hij met het in 1975 gestichte BLOC, 'Belgian Light Opera Company', dat in Brussel Engelstalige operettes opvoerde met amateurs en semi-professionelen. Hij was er eerst pianist, repetitor en assistent muziekdirecteur, en vervolgens muziekdirecteur. Hij dirigeerde bij de uitvoeringen van 'Trial by Jury' en 'The Zoo' van Gilbert en Sullivan, operettes van Offenbach, 'The Gondoliers', 'Merry Widow', in 2005 'A String of Pearls', in 2007 (The Mikado goes to the Seadide', in 2008 'Fiddler on the roof' en 'A Funny Thing Happenend on the Way to the Forum', in 2009 'The Pirates of Penzance' en 'Crazy for the Music', in 2010 'Bloc on Broadway 4' en 'Guys and Dolls'. (Het is niet zeker tot welke datum Golebiowski hierbij betrokken was).